# Podražec

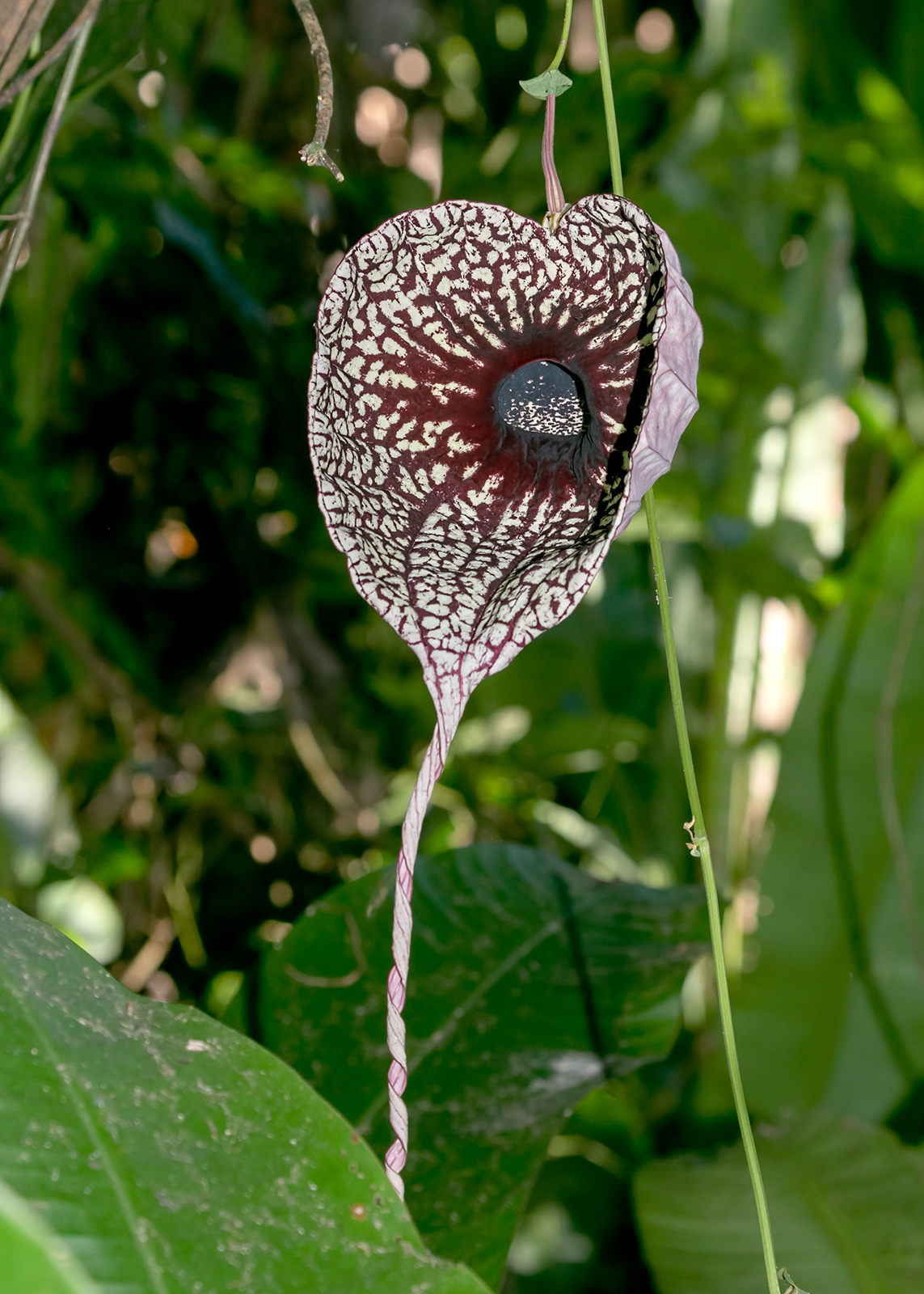
Květ podražce velkokvětého (Aristolochia grandiflora)

Podražec (Aristolochia) je rod rostlin z čeledi podražcovité. Jsou to aromatické byliny, keře a liány s jednoduchými střídavými listy. Květy mají dýmkovitý tvar a specializovanou stavbu, která souvisí s unikátním způsobem opylování. Mohou dosahovat značných rozměrů. Plodem je tobolka. Rod zahrnuje přes 500 druhů a je rozšířen téměř po celém světě s centrem v tropech a subtropech. V České republice je původní jediný druh, podražec křovištní (Aristolochia clematitis), který je živnou rostlinou vzácného motýla pestrokřídlece podražcového. S řadou dalších druhů se lze setkat ve Středomoří.
Podražce obsahují alkaloidy (zejména kyselinu aristolochovou) a jsou to více či méně jedovaté rostliny. V tropech jsou živnými rostlinami housenek různých druhů otakárků. Řada druhů je využívána v domorodé medicíně k léčení celé řady neduhů. V tropech a subtropech jsou nápadně kvetoucí druhy vysazovány jako okrasné dřeviny. V České republice je občas pěstován severoamerický podražec velkolistý, vzrůstná liána s nápadnými listy.

## Popis
Podražce jsou vytrvalé, přímé nebo popínavé byliny, keře nebo dřevnaté liány, výjimečně i stromy. Rostliny jsou zpravidla aromatické. Bylinné druhy mají často zásobní orgány v podobě ztloustlých kořenů, hlíz nebo plazivých oddenků. Listy jsou jednoduché, střídavé, celistvé nebo laločnaté, celokrajné, tenké až kožovité. Pravé palisty chybějí, občas jsou přítomny úžlabní, lupenité pseudopalisty.
Žilnatina listů je zpeřená nebo dlanitá (od báze vícežilná).
Květy jsou úžlabní, solitérní nebo uspořádané do hroznu či svazečku. U některých druhů vyrůstají kauliflorně ze starého dřeva. Květy jsou většinou zbarvené v různých kombinacích purpurové, hnědé, červené a zelené barvy a často zapáchající. Okvětí je trubkovité, dvoustranně souměrné, na bázi baňkovité a výše zúžené, s rozšířeným, nálevkovitým nebo válcovitým, někdy i laločnatým okrajem. Okvětní trubka bývá prohnutá a uvnitř je buď vystlaná specializovanými trichomy nebo hladká.
Koruna chybí.
Tyčinek je nejčastěji 6 (řidčeji jiný počet, od 3 až po 24), prašníky jsou bez nitek a jsou plně přirostlé ke čnělkovému sloupku, s nímž tvoří komplexní strukturu známou jako gynostemium.
Semeník je spodní, srostlý obvykle ze 6 plodolistů a se stejným počtem komůrek.
Plodem je tobolka pukající od vrcholu nebo od báze 6 chlopněmi. Některé druhy mají nepukavé plody, které bývají občas označované jako suché bobule. Semena mohou být plochá nebo oblá, s křídlem nebo bezkřídlá.

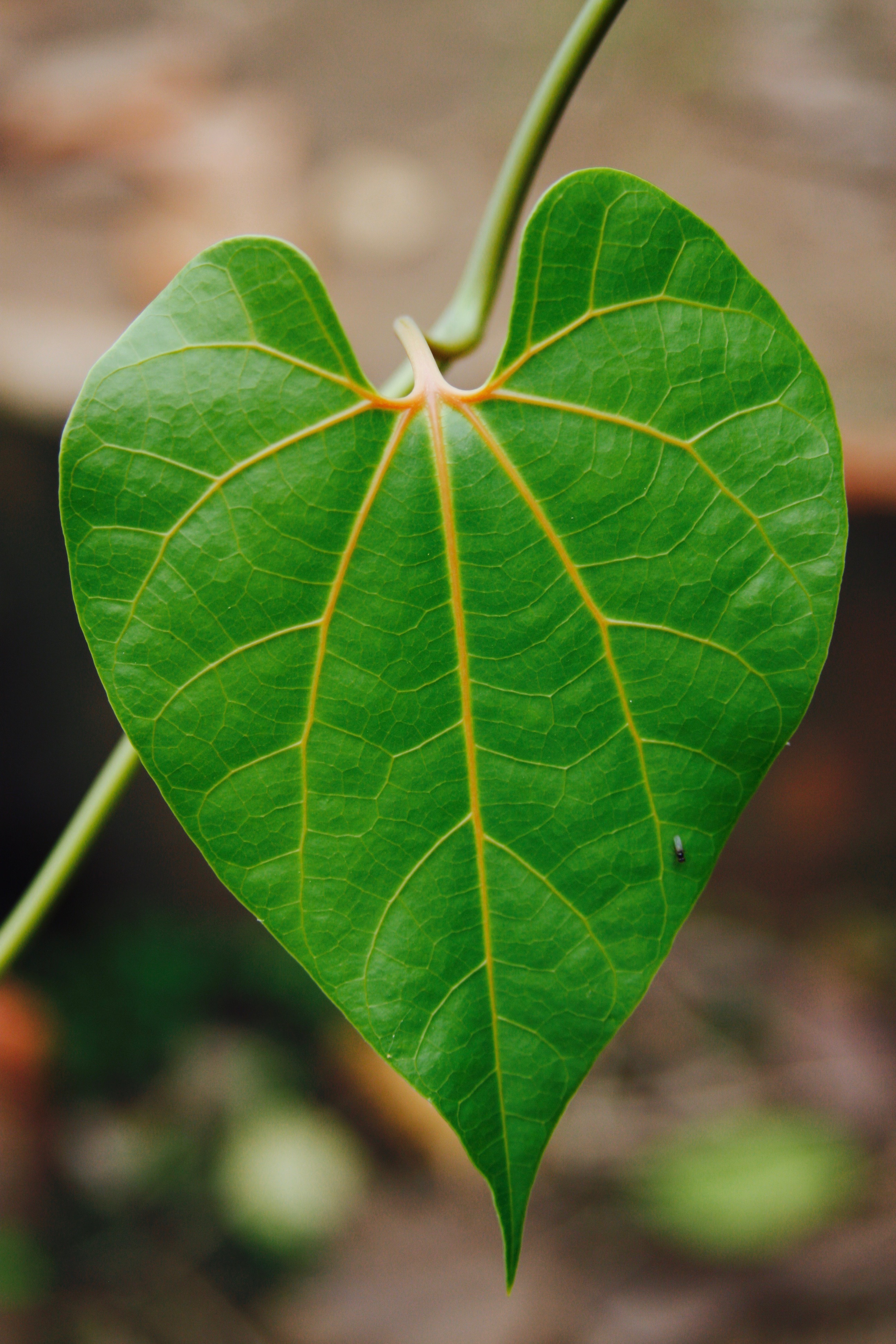
List Aristolochia didyma
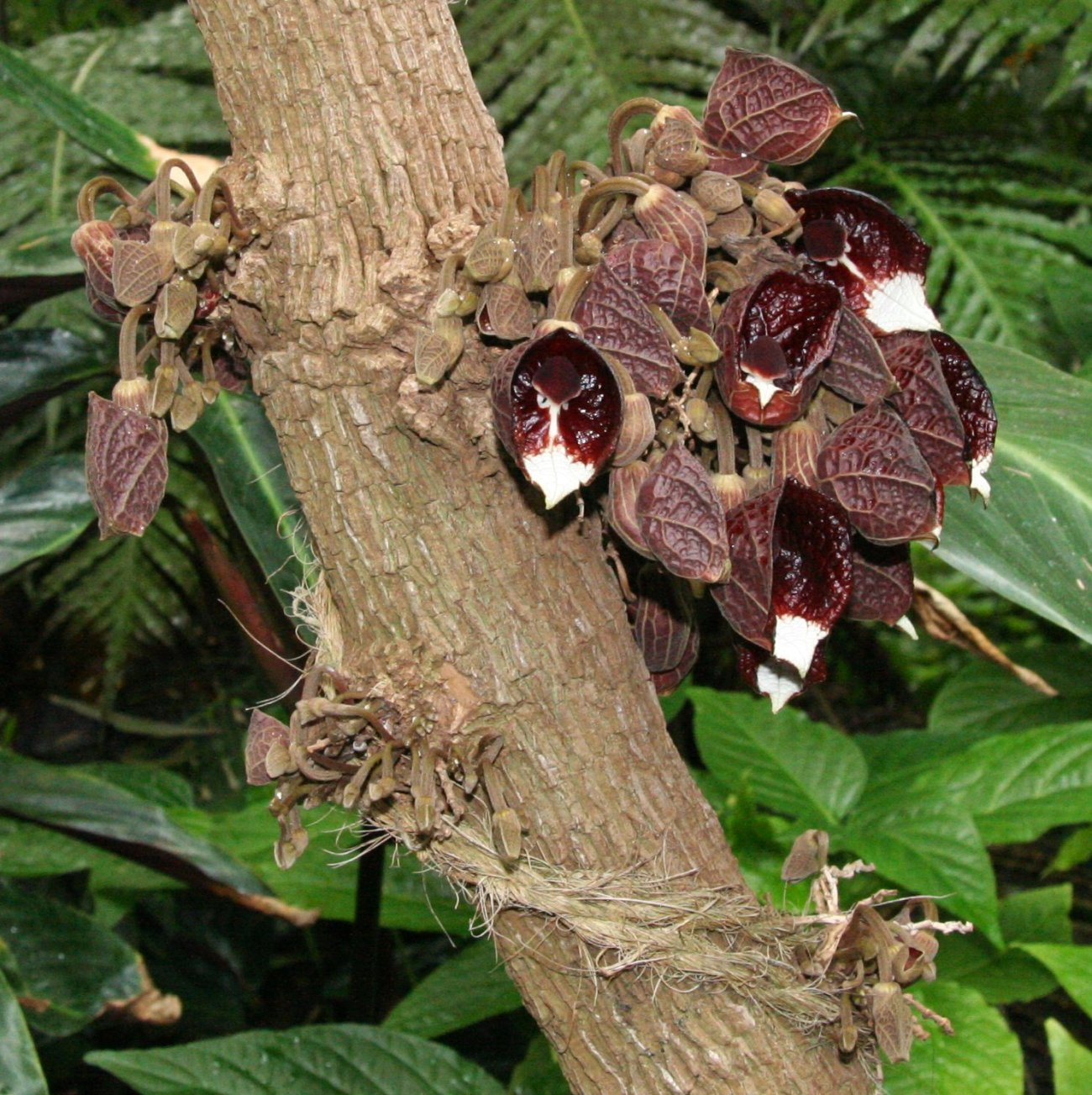
Kauliflorní podražec stromovitý (A. arborea)
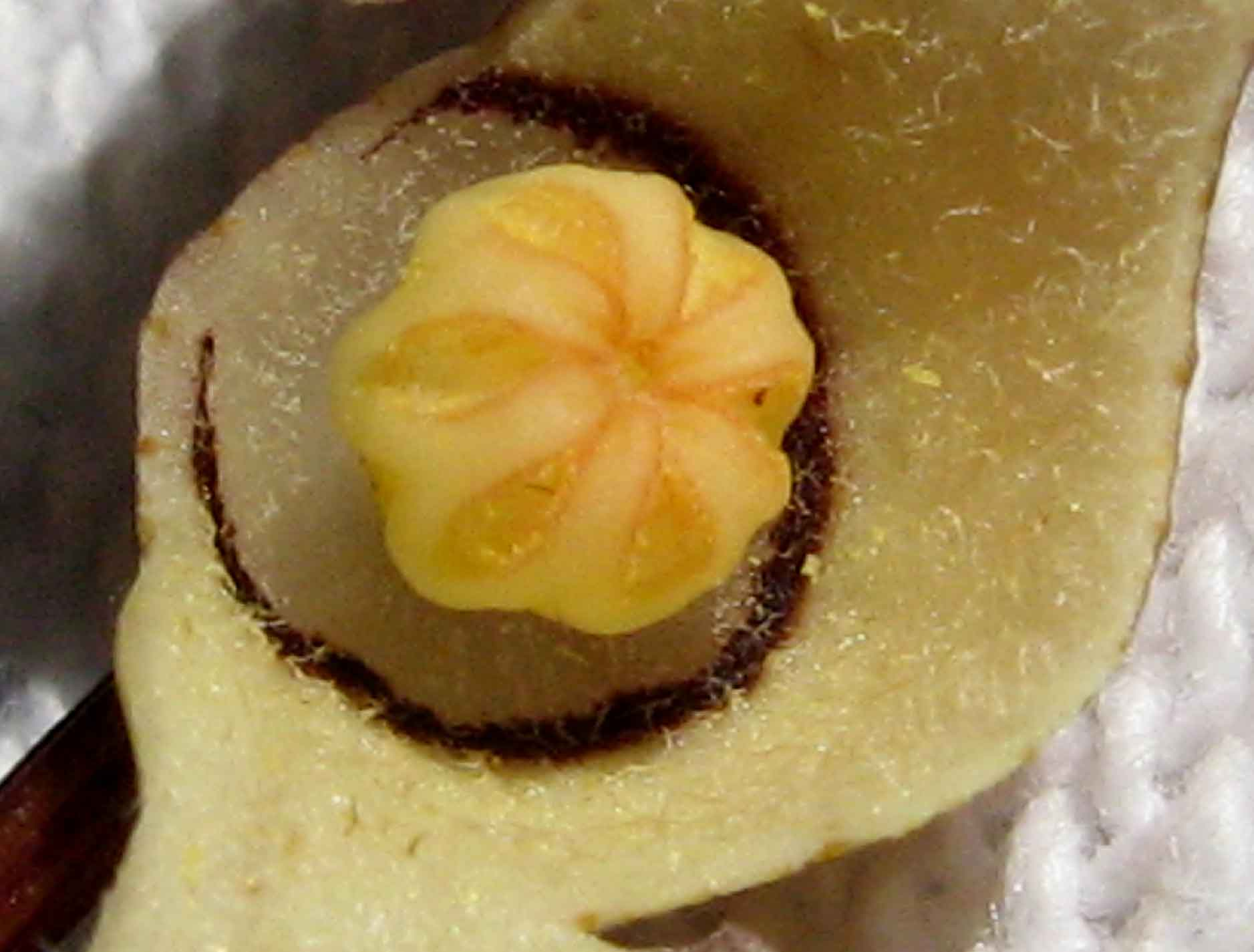
Detail gynostemia Aristolochia tamnifolia
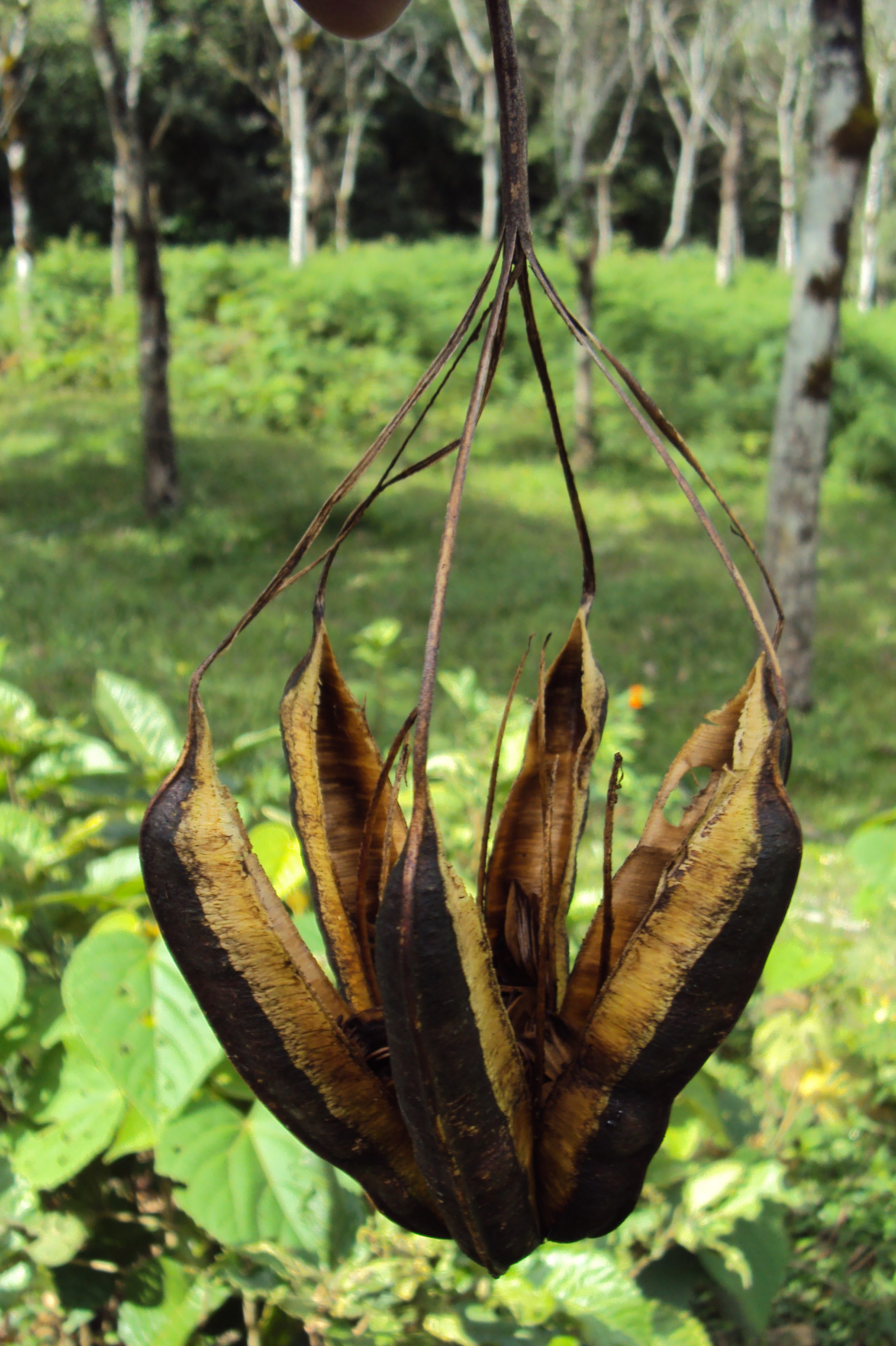
Puklá tobolka Aristolochia ringens

## Rozšíření

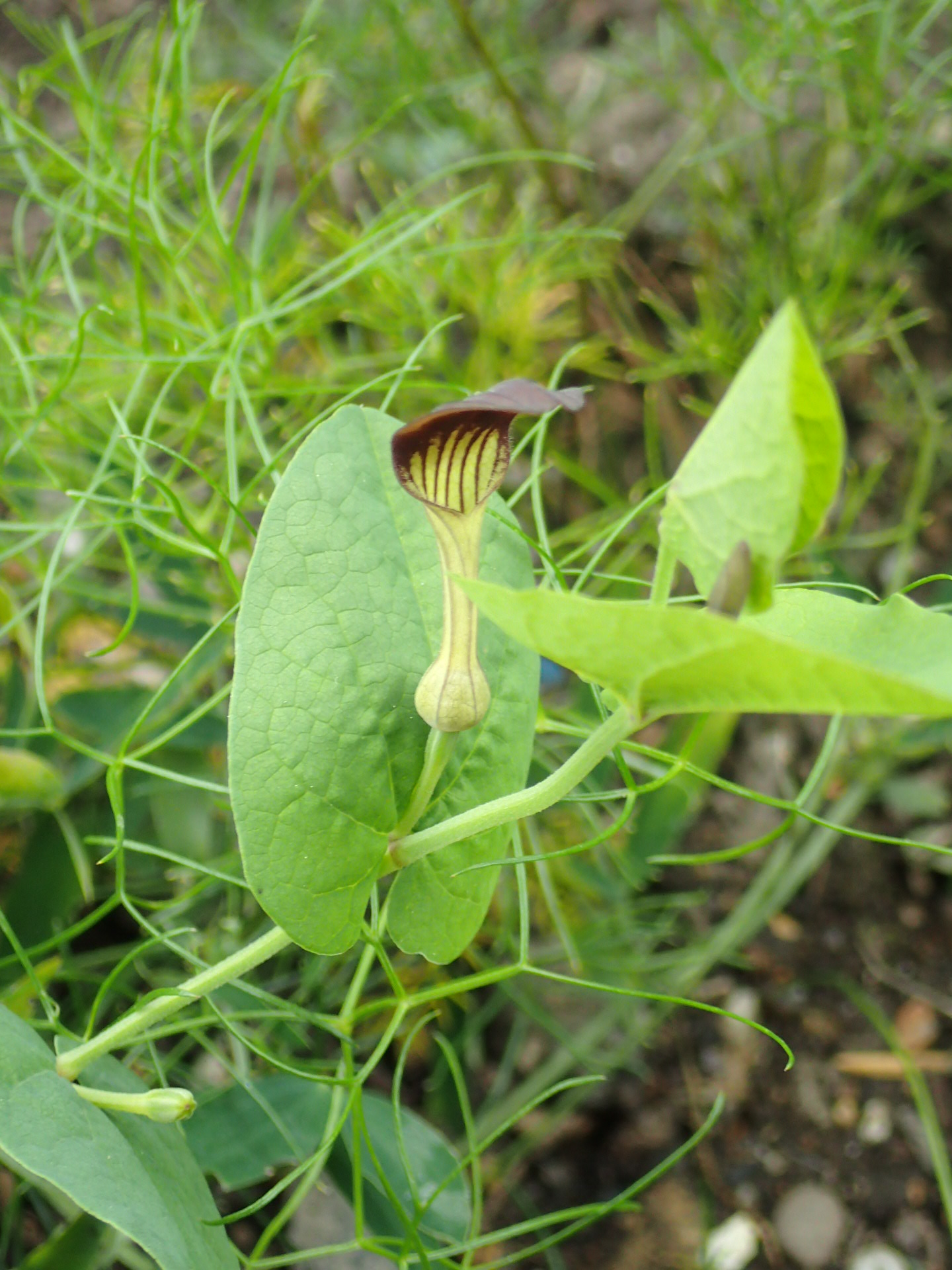
Středomořský podražec západní (A. pistolochia)

Rod podražec zahrnuje asi 538 druhů. Jedná se o největší rod čeledi podražcovité. Je rozšířen s různou četností prakticky po celém světě, největší diverzita je ve vlhkých tropech.
Chybí ve Skandinávii, Britských ostrovech, Novém Zélandu, Mongolsku a větší části Sibiře, do některých z těchto oblastí však byl druhotně zavlečen.
Jediným druhem rostoucím i v České republice je podražec křovištní (A. clematitis), který je původní v teplých nížinách jižní Moravy, druhotně se však rozšířil i do jiných teplých oblastí republiky. Jako okrasná liána je občas pěstován severoamerický podražec velkolistý (A. macrophylla), který však v české přírodě nezplaňuje.
V rámci Evropy roste dalších 18 druhů, jejichž výskyt je však omezen výhradně na teplé jižní oblasti. V rámci Středomoří náleží mezi rozšířenější druhy zejména podražec bledý (A. pallida), podražec žlutý (A. lutea), podražec okrouhlý (A. rotunda) a podražec západní (A. pistolochia). Mezi středomořskými druhy je také řada endemitů, např. Aristolochia bianorii (Baleáry), A. cretica (Kréta), A. merxmuelleri (Albánie), A. microstoma (Řecko), A. sicula (Sicílie). Více než 20 druhů pak roste v asijské části Turecka.
Podražec křovištní je rozšířen téměř v celé Evropě s výjimkou Skandinávie, Britských ostrovů a Portugalska, na východ zasahuje až po Ukrajinu, Krym a Kavkaz.
Z USA je uváděno celkem 10 původních druhů. Největší areál, zahrnující téměř celou východní polovinu USA, má podražec plstnatý (A. tomentosa) a podražec užovník (A. serpentaria), rozsáhlý areál má také podražec velkolistý (A. macrophylla). V Kanadě není žádný druh původní, ve východních oblastech však roste zavlečený podražec křovištní. V Mexiku roste asi 70 druhů, mezi nimiž je mnoho endemitů. Ve Střední a Jižní Americe roste asi 215 druhů. Z Karibských ostrovů je uváděno bezmála 30 druhů, větší počet endemitů roste zejména na Kubě.
V Asii je největší druhová diverzita v Číně, kde roste 45 druhů, z toho 33 endemických, a dále v Indočíně (37 druhů), Nové Guineji (23) a jihovýchodní Asii (21 druhů). Nejrozsáhlejší areál, sahající od Číny a Indie až po Austrálii, má A. acuminata. Nejdále na sever, na Ruský Dálný východ, zasahuje podražec madžuský (Aristolochia manchuriensis). Sporadicky jsou podražce zastoupeny v Tichomoří, kde rostou pouze 2 druhy, jeden na Fidži a druhý na souostroví Samoa. Do Arábie zasahují jen 2 druhy. V Austrálii roste asi 12 druhů.
Z celé subsaharské Afriky je udáváno 17 druhů, centrum druhové diverzity je v západní a středozápadní rovníkové Africe. Rozsáhlý areál má druh Aristolochia albida, který zasahuje i na Madagaskar. Do Makaronésie zasahuje pouze jediný druh, Aristolochia fontanesii.
Podražce rostou na široké škále stanovišť, od tropických deštných a horských lesů přes oblasti s periodickým obdobím sucha a suché horské svahy až po polopouště. V mírném pásu se jedná převážně o bylinné typy, zatímco v tropech a subtropech převažují dřevnaté liány.
V jihovýchodní Asii se podražce vyskytují spíše jen roztroušeně a sporadicky a jsou rozšířeny zejména v primárních pralesích od nížin do nižších horských poloh. Výjimkou je druh Aristolochia acuminata (syn. A. tagala), tenká popínavka běžně rostoucí zejména v keřové vegetaci.
Ve vlhkých tropech Jižní Ameriky rostou nejčastěji na pralesích okrajích, některé druhy jsou rozměrné liány, dosahující korunního patra pralesa.
Chilské druhy Aristolochia chilensis a A. bridgesii a řada druhů z Mexika a jihu USA (např. Aristolochia watsonii, A. wrightii) roste na pouštních stanovištích či suchých horských svazích.

## Ekologické interakce

### Opylování
Květy podražců jsou známé svým specializovaným způsobem opylování. Většina druhů má zapáchající květy, jejichž pach láká různé druhy dvoukřídlého hmyzu. Květy mají propracovaný mechanismus přilákání opylovačů, jejich uvěznění a opětovného propuštění po úspěšném opylení. Okvětí je modifikované a zpravidla se skládá z vnějšího lemu, prohnuté okvětní trubky a spodní baňkovitě rozšířené části (komůrky). Hmyz (nejčastěji mouchy nebo mravenci), přilákaný pachem květu a jeho vzhledem, vleze do okvětní trubky, která je vystlaná specializovanými chlupy (trichomy). Tyto trichomy jsou namířeny směrem do nitra květu a účinně zabraňují pohybu hmyzu směrem ven. V komůrce je prosvítavé okénko, které dává hmyzu iluzi východu. U některých druhů s rovnou okvětní trubkou hmyz sklouzává dolů bez možnosti se zachytit. Hmyz se ocitá v komůrce, kde se nacházejí rozmnožovací orgány – tyčinky a čnělky, srostlé do komplexního útvaru (gynostemium). Cestě ven brání zmíněné chlupy, soustředěné zejména v ústí trubky do komůrky. Lapený hmyz se živí nektarem, který se tvoří ve žlázkách umístěných ve stěně komůrky, a dalšími substancemi, jako je výměšek blizny obsahující aminokyseliny. Květ láká hmyz pachem pouze v první, samičí fázi kvetení. Blizny dozrávají dříve než prašníky. Přechod do samčí fáze následuje zpravidla 2. den otevření květu. Bliznové laloky zvadnou a přiklopí se k sobě, prašníky se explozivně otevírají a popráší celý obsah komůrky pylem. Chlupy v okvětní trubce zplihnou (snížení turgoru), čímž se umožní hmyzu únik a přenesení získaného pylu na další květy. K uvolnění hmyzu dochází zpravidla 24 až 48 hodin po otevření květu. U mnoha druhů se také květy po opylení sklánějí, čímž uvolnění lapeného hmyzu ještě více napomáhají. Podrobným studiem trichomů některých druhů bylo zjištěno, že k jejich splihnutí dochází v bazální části (tzv. kolénko), na niž teprve nasedá vlastní chlup.
U některých druhů amerických podražců (Aristolochia macrophylla, A. labiata, A. pilosa) bylo zjištěno, že přitahují převážně samičky much. Megaselia aristolochiae, drobný druh mouchy z čeledi hrbilkovití (Phoridae), opylující květy Aristolochia labiata, pravděpodobně do květů klade vajíčka a larvy se vyvíjejí ve stěnách komůrky. Naopak v květech Aristolochia littoralis byly nalezeny převážně pouze samčí exempláře několika různých druhů mušek rodu Megaselia, které jsou do květů pravděpodobně lákány vůní napodobující samičí feromon.
Podražec drobnoústý (A. microstoma) kvete pod povrchem země a je opylován drobnými půdními živočichy. Květy podražce stromovitého (A. arborea) vyrůstají přímo z kmene v blízkosti země a vzhledem připomínají plodnice hub. Jsou vyhledávány a opylovány houbovými muškami, které se za normálních okolností živí a rozmnožují v houbách. Podobné květy má také A. salvadorensis.

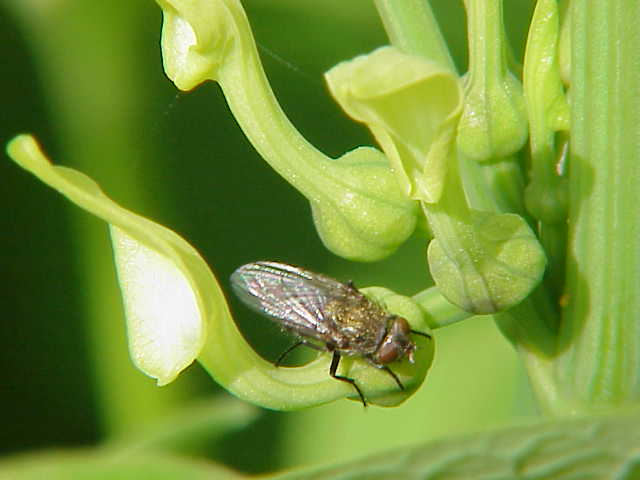
Moucha na květech podražce křovištního
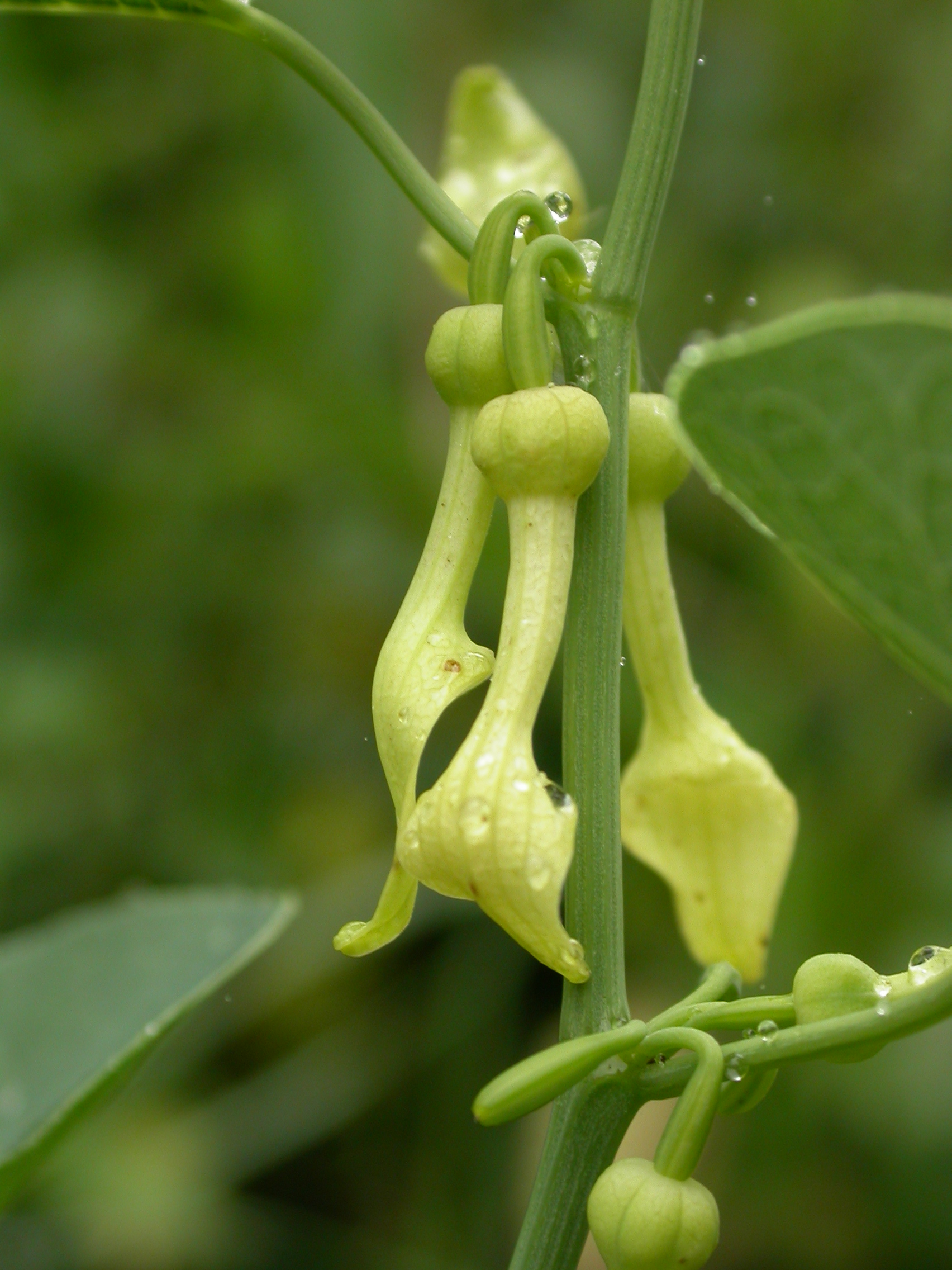
Květy podražce křovištního se v pozdější fázi kvetení sklánějí dolů
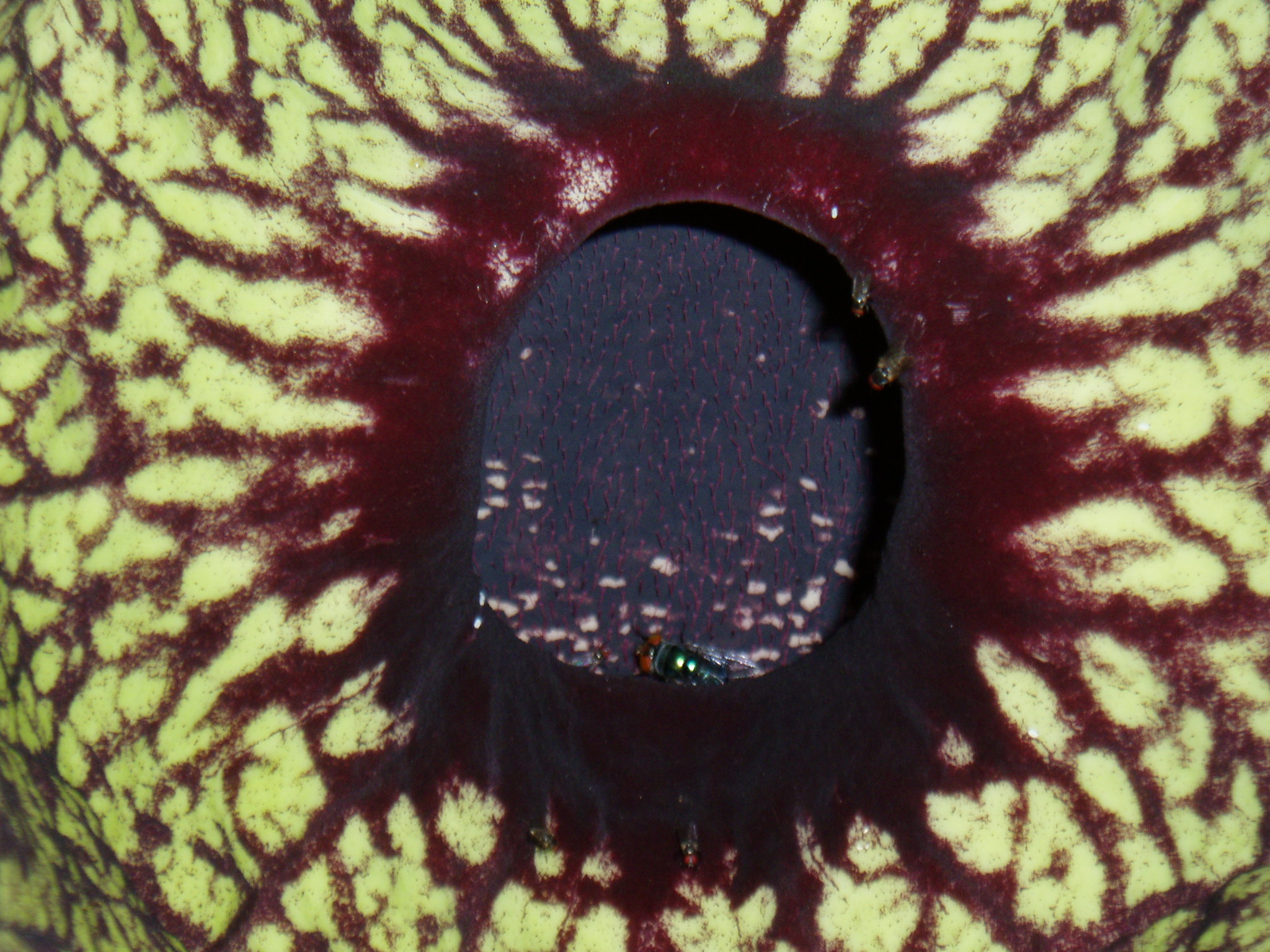
Pohled do ústí okvětí podražce velkokvětého

### Šíření semen
Semena některých druhů podražců jsou šířena mravenci, kteří je vyhledávají pro výživné masíčko (elaiosom). Plody mnohých druhů mají podobu visícího koše, z něhož jsou po puknutí křídlatá semena vytřásána povětrnostními vlivy. Některé druhy (např. A. odoratissima) mají naopak semena drobná a lepkavá, která se šíří na srsti zvířat. U podražce křovištního a některých amazonských druhů se semena šíří také vodou. Jejich splývání na hladině umožňuje houbovitá struktura osemení. Některé druhy z bývalého rodu Pararistolochia s nepukavými plody se šíří endozoochorně. Plody Aristolochia triactina voní po banánech a obsahují dužninu připomínající chutí ovoce čerimoja.

### Živné rostliny

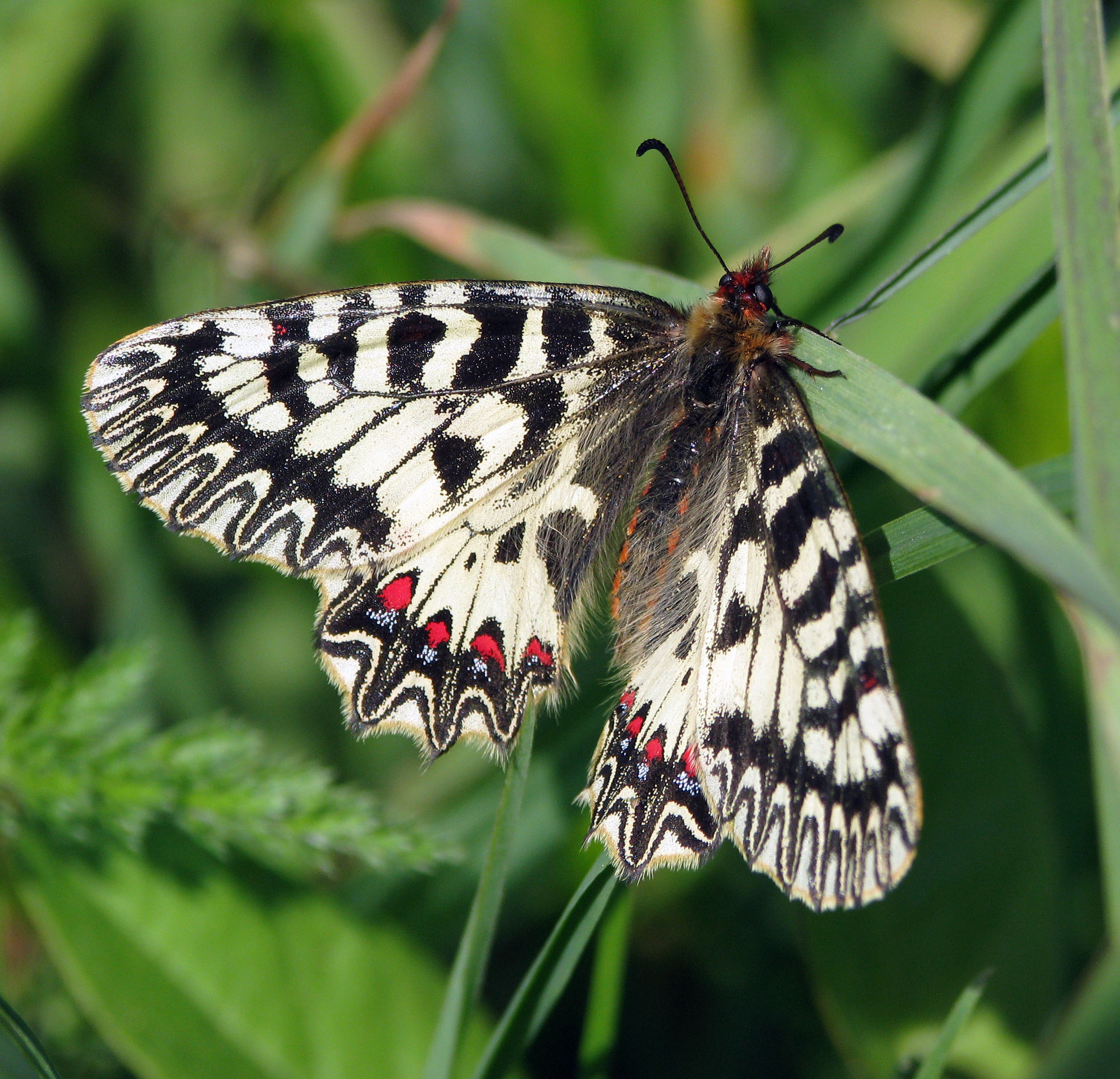
Pestrokřídlec podražcový

Podražce se brání býložravcům tvorbou jedovatých alkaloidů, zejména kyseliny aristolochové. Dokonce bylo zjištěno, že se produkce kyseliny aristolochové po napadení predátorem zvyšuje, a to i na dvojnásobek. Řada motýlů, zejména z čeledi otakárkovití, se však tomu přizpůsobila a konzumací listů podražců se jejich housenky samy stávají jedovatými pro predátory. V Evropě se na podražcích živí oba druhy pestrokřídleců (Zerynthia), tedy pestrokřídlec podražcový i pestrokřídlec červený, rozšířený na Pyrenejském poloostrově. V temperátní Asii na nich žijí housenky otakárků z rodů Allancastria, Archon, Atrophaneura, Parides, Sericinus, Troides a Zerynthia, v tropické Asii Bhutanitis, Papilio, Parides, Troides a Trogonoptera, v Americe Battus, Euryades, Parides a Protesilaus, v Australasii Cressida, Ornithoptera, Parides a Troides, v tropické Africe a na Madagaskaru Pharmacophagus.
Zvláště samičky těchto motýlů jsou k rostlinám přitahovány na značnou vzdálenost.
Některé druhy jsou monofágní, tedy spjaté s jedním konkrétním druhem, jiné jsou polyfágní. Nepůvodní druhy mohou být pro housenky toxické, např. Aristolochia ringens, pocházející z tropické Ameriky, pro australské druhy otakárků.
V menší míře se podražci živí housenky některých motýlů a můr z jiných čeledí, jmenovitě babočkovití (Actinote rhodope a Euploea mulciber z tropické Asie a Hamadryas amphinome z tropické Ameriky), hřbetozubcovití (Josia constricta a Phaeochlaena gyon z Jižní Ameriky), nesytkovití (Melittia bombiliformis z tropické Asie), molověnkovití (Millieria dolosana z Evropy a severní Afriky) a obalečovití (Proeulia auraria z Jižní Ameriky).

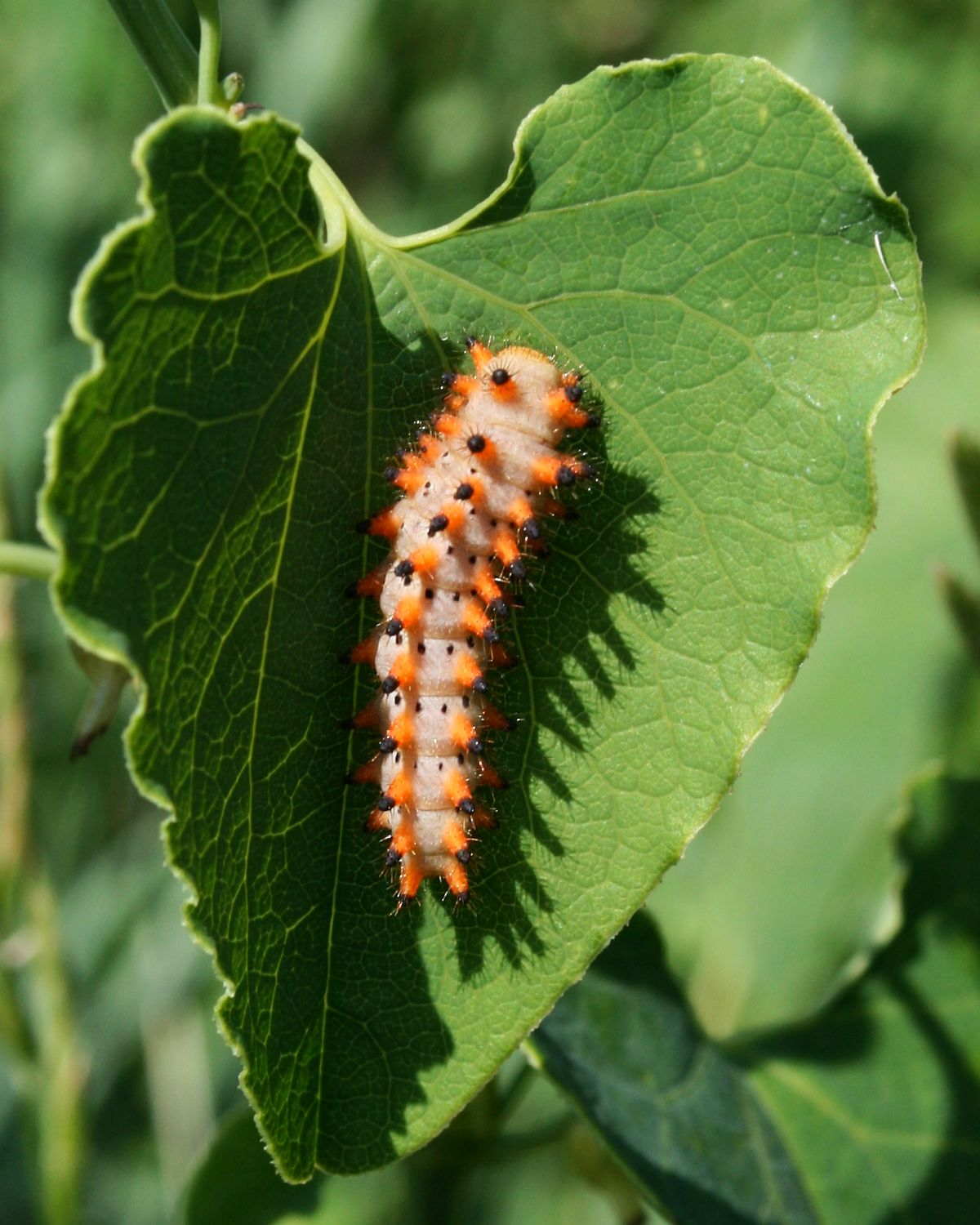
Housenka pestrokřídlece podražcového
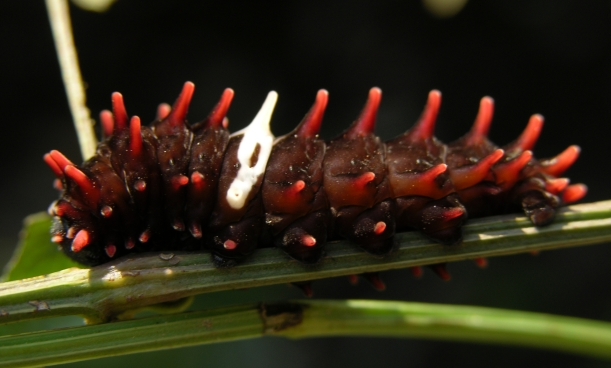
Housenka otakárka Atrophaneura aristolochiae
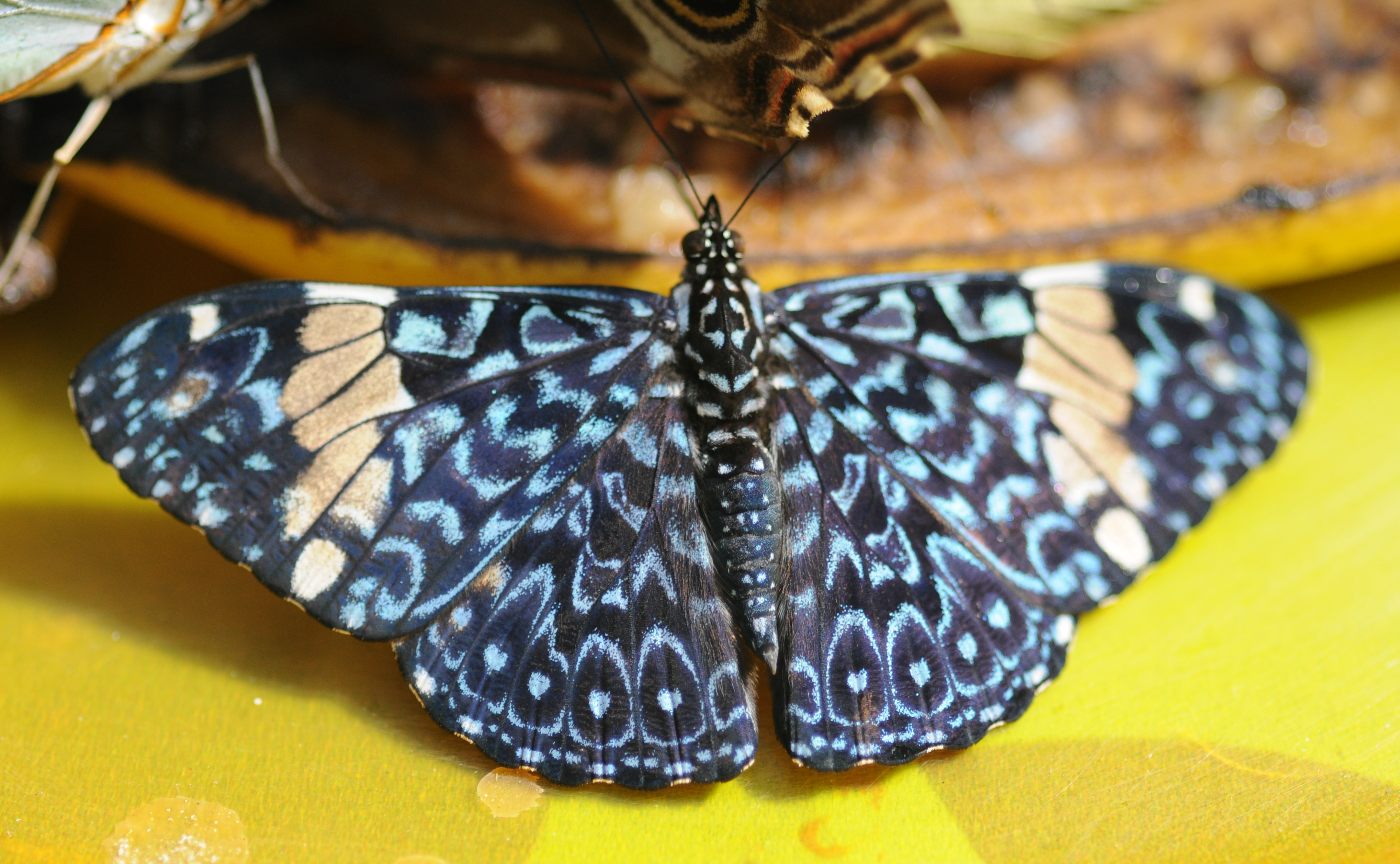
Babočkovitý motýl Hamadryas amphinome
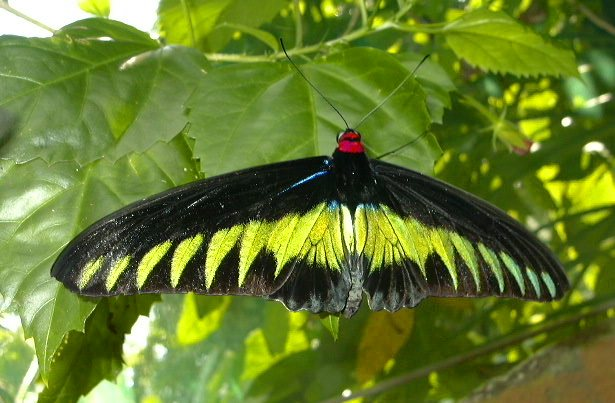
Atraktivní asijský otakárek Trogonoptera brookiana, jehož housenky se živí podražcem Aristolochia foveolata

## Ohrožení a ochrana
Některé tropické druhy podražců jsou v přírodě ohroženy vyhynutím. V Červeném seznamu ohrožených druhů IUCN jsou jako kriticky ohrožené uvedeny 2 jihočínské druhy: Aristolochia utriformis a A. westlandii. Některé další asijské a americké druhy jsou vedeny v kategorii ohrožené.

## Obsahové látky a jedovatost
Mezi podražci jsou silně jedovaté druhy. Patří mezi ně mj. i evropský podražec křovištní. Požití několika málo čerstvých listů východoafrického podražce Aristolochia petersiana stačí k usmrcení kozy. Druh Aristolochia fangchi je v Číně používán ke kriminálním činům. Naproti tomu toxicita řady jiných druhů je relativně nízká a nacházejí široké využití v domorodé medicíně.
Hlavními a charakteristickými obsahovými látkami jsou alkaloidy ze skupiny kyseliny aristolochové. Tyto látky mají mimo jiné mutagenní vlastnosti a vyvolávají rakovinné bujení. V metabolismu se kyselina aristolochová mění na cyklický N-acylnitreniový iont, který se váže se na DNA a její poškození následně vede k rakovinnému bujení, které postihuje zejména močové ústrojí.
Akutní otrava se projevuje zvracením, podrážděním trávicího traktu, tachykardií, poklesem krevního tlaku a zástavou dechu.
Podražec křovištní obsahuje mimo látek ze skupiny kyseliny aristolochové (zejména AAI a AAII) i alkaloid magnoflorin.
Jedovatost vůči ledvinám souvisí se snížením schopnosti buněk ledvinových kanálků odolávat poškození a se zhoršením cévního zásobení, vedoucím k hypoxii a poškození krycí tkáně kanálků.
Toxicitě podražců se dostalo mezinárodní publicity v 90. letech 20. století, kdy se v Belgii objevila u řady pacientů ledvinová onemocnění, která vedla až k selhání ledvin. Nakonec bylo zjištěno, že se jedná o pacienty (pacientky) jedné belgické kliniky, kteří byli léčeni přípravky tradiční čínské medicíny ke snížení nadváhy. Řada z asi stovky pacientů musela dokonce podstoupit transplantaci ledvin nebo zůstali odkázáni na dialýzu, u některých se následně objevily nádory močového ústrojí a poškození srdce. Onemocnění bylo nazváno CHN (Chinese herbs nephropathy, nefropatie čínskými bylinami). Následně bylo zjištěno, že toxickým agens v bylinných směsích je podražec Aristolochia fangchi, který byl v některých preparátech použit namísto rostliny Stephania tetrandra z čeledi lunoplodovité. K záměnám zřejmě došlo kvůli podobnému názvu obou přípravků v čínštině (fangji versus fangchi). Podobné případy se objevily i jinde v Evropě a rovněž v Asii a Severní Americe. V mnoha zemích bylo zakázáno používání jakýchkoliv přípravků s obsahem kyseliny aristolochové s výjimkou homeopatik a zodpovědné osoby skončily před soudem. Dalším případem byla tzv. balkánská nefropatie (BEN, Balkan endemic nephropathy). Jednalo se o otravy v jihovýchodní Evropě, které jsou přisuzovány kontaminaci mouky semeny podražce křovištního.

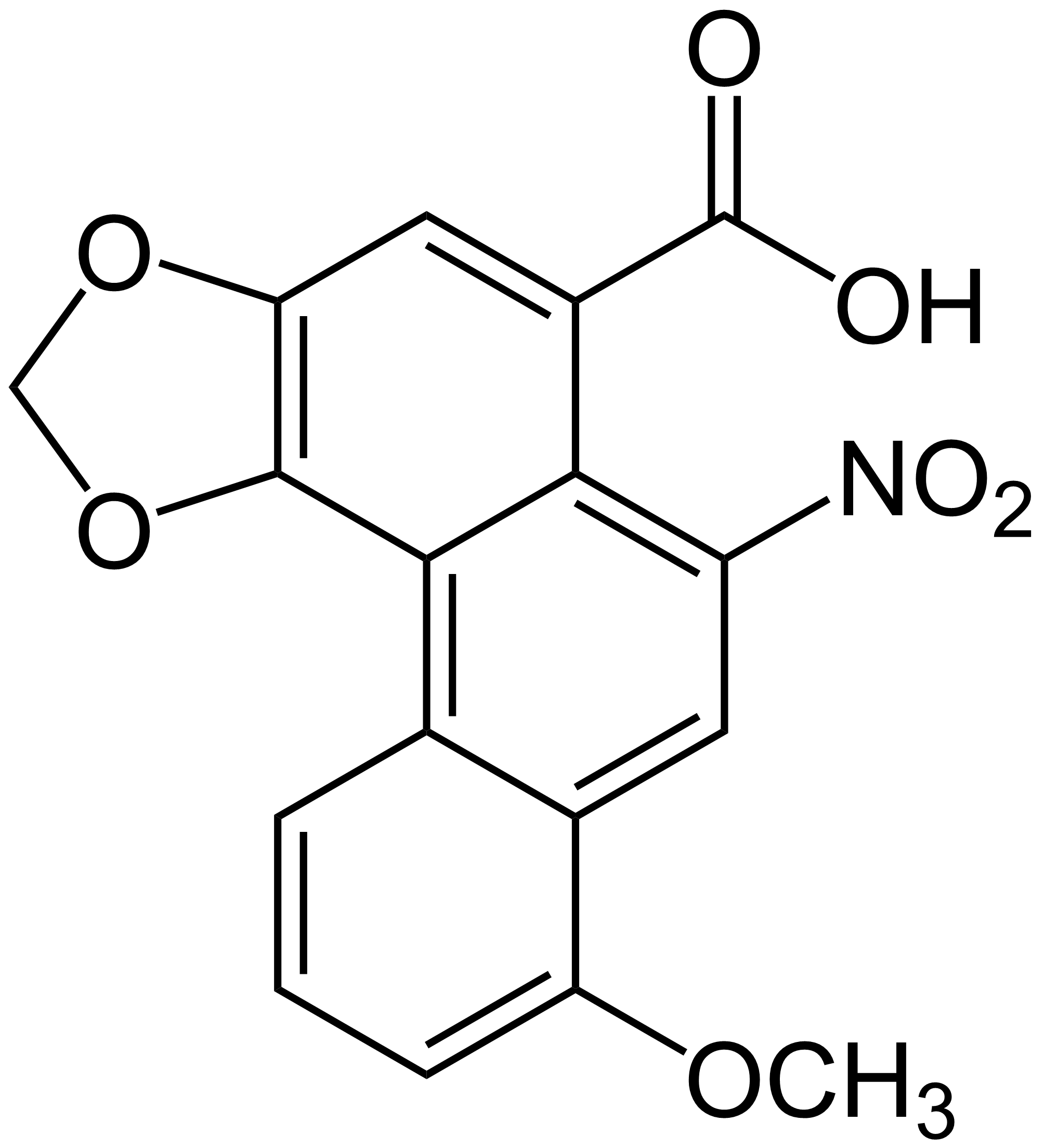
Kyselina aristolochová
Alkaloid magnoflorin

## Taxonomie
Taxonomie podražců byla v minulosti nejednoznačná a rod byl na základě morfologie rozdělován některými taxonomy do několika samostatných rodů (Aristolochia s.str., Isotrema, Pararistolochia, Howardia, Endomeia, Holostylis, Euglypha, Einomeia aj.). Výsledky molekulárních studií ukázaly, že rod Aristolochia v širokém pojetí je monofyletický a toto široké pojetí je v současné taxonomii preferováno. Rod je tvořen 2 vývojovými větvemi, které odpovídají podtribům Aristolochiinae a Isotrematinae. Sesterskou větví je rod Thottea, zahrnující 44 druhů rozšířených v tropické jihovýchodní Asii. Na rozdíl od podražců se vyznačuje pravidelným okvětím.

## Zástupci
- podražec baleárský (Aristolochia baetica)
- podražec bledý (Aristolochia pallida)
- podražec černomořský (Aristolochia pontica)
- podražec čínský (Aristolochia moupinensis)
- podražec drobnokvětý (Aristolochia minutiflora)
- podražec drobnolistý (Aristolochia parvifolia)
- podražec drobnoústý (Aristolochia microstoma)
- podražec filipínský (Aristolochia philippinensis)
- podražec chudožilný (Aristolochia pauciflora)
- podražec indický (Aristolochia indica)
- podražec jepičí (Aristolochia baetica)
- podražec Kaempferův (Aristolochia kaempferi)
- podražec kalifornský (Aristolochia californica)
- podražec krétský (Aristolochia cretica)
- podražec křovištní (Aristolochia clematitis)
- podražec mandžuský (Aristolochia mandshuriensis)
- podražec nízký (Aristolochia humilis)
- podražec obrovský (Aristolochia gigantea)
- podražec okrouhlý (Aristolochia rotunda)
- podražec plstnatý (Aristolochia tomentosa)
- podražec různolistý (Aristolochia heterophylla)
- podražec srstnatý (Aristolochia hirta)
- podražec stálezelený (Aristolochia sempervirens), syn. podražec vždyzelený
- podražec stromovitý (Aristolochia arborea)
- podražec trojocasý (Aristolochia tricaudata)
- podražec užovník (Aristolochia serpentaria)
- podražec velkokvětý (Aristolochia grandiflora)
- podražec velkolistý (Aristolochia macrophylla, syn. A. durior)
- podražec západní (Aristolochia pistolochia)
- podražec žlutý (Aristolochia lutea)[34][35][36][17][37]

## Význam

### Medicína
Celá řada podražců je využívána v místní a domorodé medicíně. Používají se vnitřně i zevně na celou paletu různých chorob a obtíží, jako jsou horečky, malárie, revmatismus, trávicí potíže, zranění, zlomeniny, kožní choroby a jiné. Působí protizánětlivě, uvolňují svalové křeče a způsobují pokles krevního tlaku. Často jsou také používány na hadí uštknutí či bodnutí štírem a proti střevním parazitům.
Významným druhem v indické medicíně (Ájurvéda, Unani, Sidha) je podražec indický (Aristolochia indica). Rozdrcené vegetativní části se přikládají na hadí uštknutí, pasta z listů také na vředy a zranění. Suché nebo čerstvé listy se žvýkají při astmatu. Odvar z listů má antibakteriální, antivirotické a antimykotické účinky a působí proti střevním parazitům. Pasta z kořenů se podává vnitřně při hadím uštknutí, bodnutí štírem, horečce, bolestech hlavy, průjmech a jiných poruchách trávení. Zevně se aplikuje na čelo při bolestech hlavy. Rostlina je také používána při léčení cholery a malomocenství.
Asijský druh Aristolochia albida je účinný také proti obtížné tropické parazitické hlístici, vlasovci medinskému. Africký druh Aristolochia bracteata je využíván k usnadnění porodu. Některé druhy naopak slouží k vyvolání potratu.
Sušené kořeny podražce užovníku (Aristolochia serpentaria) jsou používány v Severní Americe jako populární tonikum, ve větších dávkách jsou však jedovaté. Indiánské kmeny je využívaly zejména ke snížení vysokých horeček.
Některé druhy podražců vykazují protirakovinné působení, mají však toxické vedlejší účinky.
Homeopatický přípravek z podražce křovištního je v používán při hnisavých infekcích a zraněních a povrchovém zánětu žil (flebitidě). Severoamerický podražec užovník je v homeopatii podáván při dyspepsii a potížích s větry.

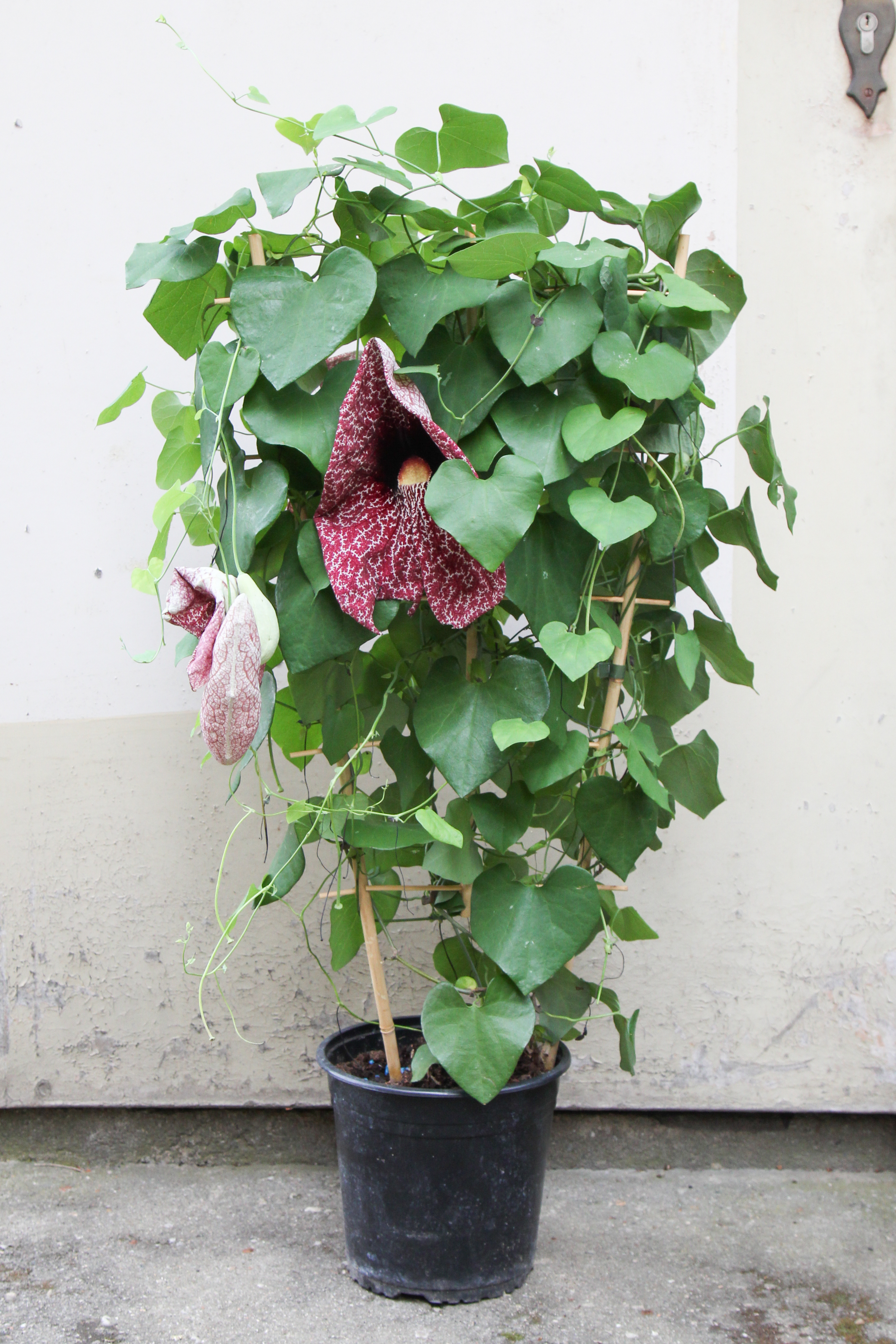
Podražec obrovský jako kbelíková rostlina

### Okrasné rostliny
V České republice je jako okrasná liána nejčastěji pěstován podražec velkolistý (Aristolochia macrophylla, syn. A. durior). Je to vzrůstná liána ozdobná velkými listy. Květy jsou v porovnání s tropickými druhy nevelké a ukryté mezi listy. Zřídka se pěstují i jiné druhy mírného pásu, např. podražec mandžuský (Aristolochia mandshuriensis). Ve sklenících botanických zahrad se lze setkat s některými velkokvětými tropickými druhy, jako je podražec velkokvětý (A. grandiflora), podražec obrovský (A. gigantea), podražec stromovitý (A. arborea) nebo podražec trojocasý (A. tricaudata). Ze sbírek
Pražské botanické zahrady v Tróji je také uváděna celá řada jihoevropských druhů.
V tropech a subtropech se jako okrasné liány pěstují i další nápadně kvetoucí druhy, zejména A. elegans (syn. A. littoralis), A. ringens a A. griffithii.

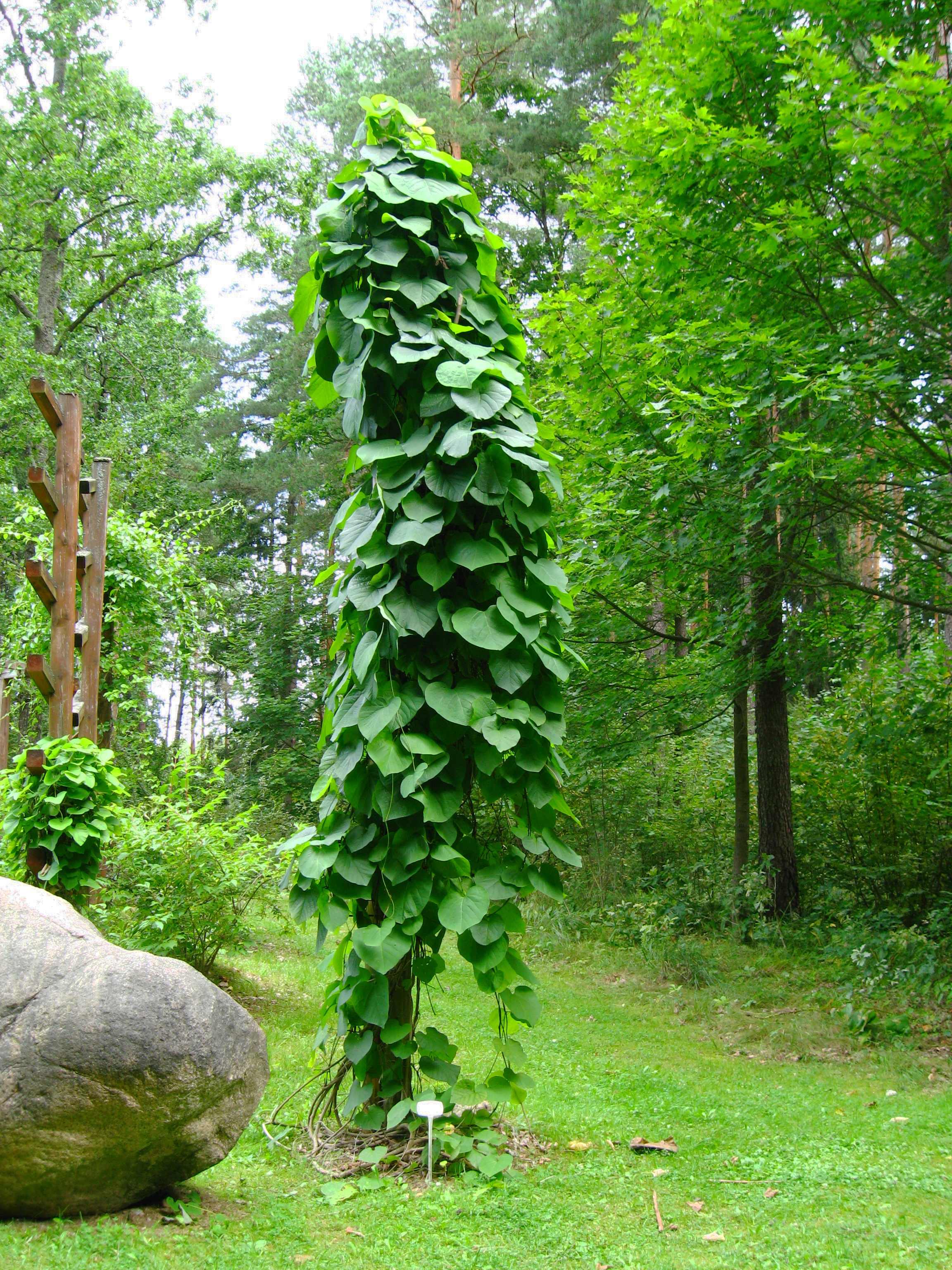
Podražec velkolistý jako okrasná liána
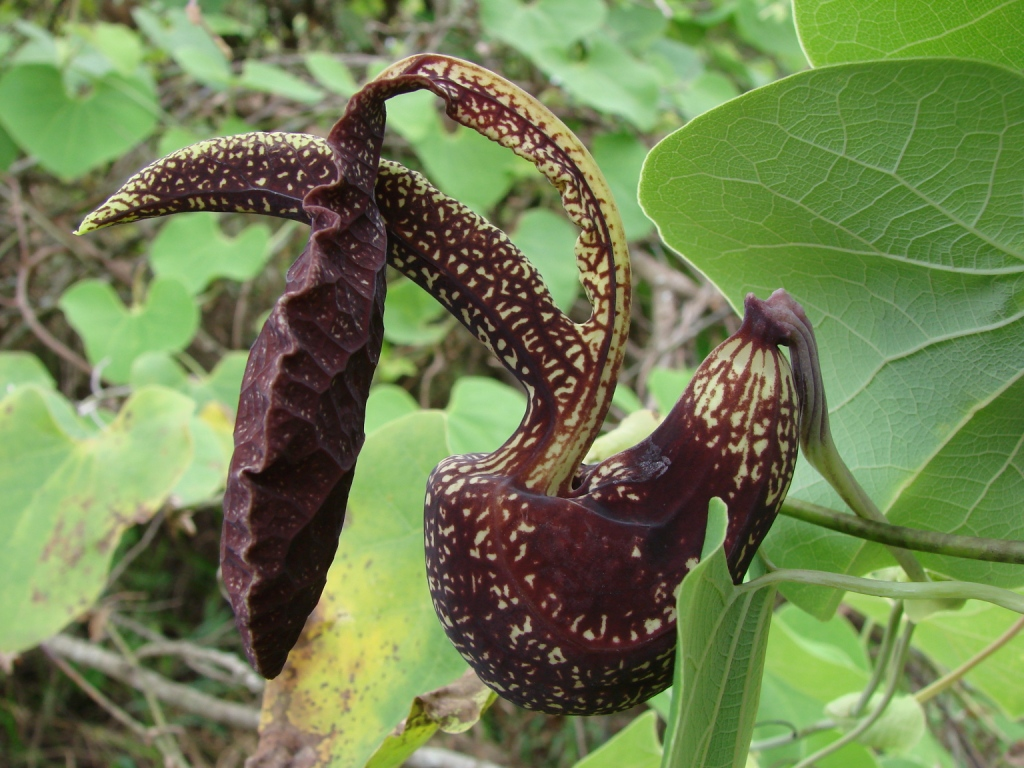
Bizarně tvarovaný květ Aristolochia ringens
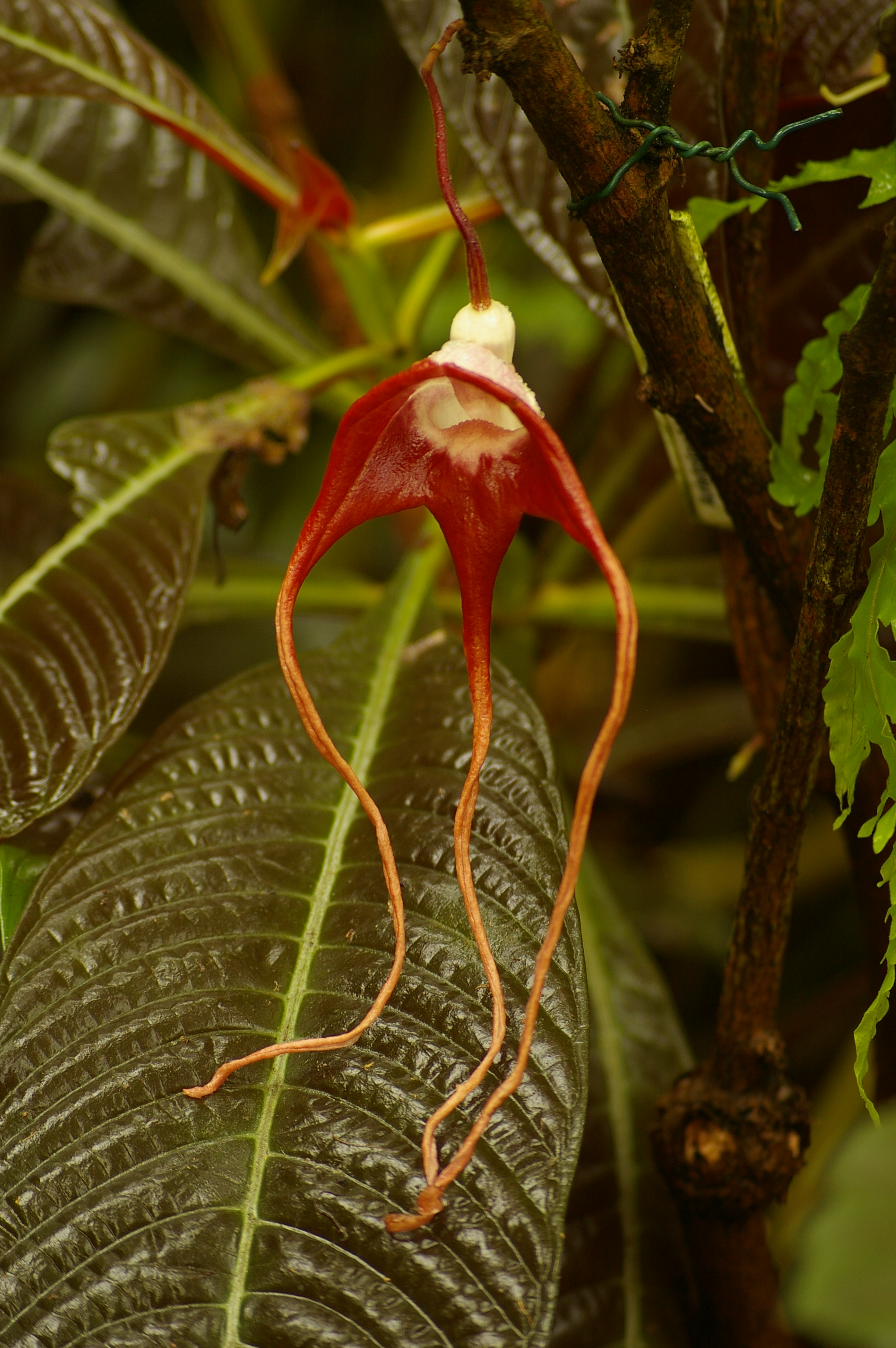
Podražec trojocasý (A. tricaudata) ve skleníku botanické zahrady v Tróji

### Další význam
Škrob z kořenů podražce okrouhlého byl ve Francii používán v dobách hladu k nastavení mouky při pečení chleba.
Šťáva z Aristolochia momandul je na Nové Guineji používána k přípravě tradičního pokrmu ze ságového škrobu, známého jako papeda.
V Malajsii jsou některé domácí druhy podražců pěstovány pro komerční chov atraktivních druhů otakárků.
Druh Aristolochia trilobata je v Jižní Americe vysazován jako magická rostlina na obranu proti očarování.